# Lamancine
Lamancine település Franciaországban, Haute-Marne megyében. Lakosainak száma 124 fő (2022. január 1.). Lamancine Annéville-la-Prairie, Bologne, Oudincourt és Vraincourt községekkel határos.

## Népesség
A település népességének változása:
| Lakosok száma | 133  | 126  | 125  | 109  | 131  | 125  | 124  | 123  | 123  | 124  |
|               | 1968 | 1982 | 1990 | 2006 | 2013 | 2015 | 2017 | 2019 | 2020 | 2022 |